# Mesophyllum tenue
Mesophyllum tenue (Kjellman) Lebednik, 1975  é o nome botânico  de uma espécie de algas vermelhas  pluricelulares do gênero Mesophyllum, subfamília Melobesioideae.
- São algas marinhas encontradas no Mar de Bering.

## Sinonímia
- Não apresenta sinônimos.